# Błękitny Baranek
Błękitny Baranek (niem. Blaue Lamm), zwany również Wisłoujście (niem. Weichselmünde) – zabytkowy, siedmiopiętrowy spichlerz w Gdańsku, znajdujący się na Wyspie Spichrzów przy ul. Chmielnej 53. Jest jedynym spichlerzem na Wyspie Spichrzów, który dobrze przetrwał zniszczenia II wojny światowej. Jest również jedynym gdańskim spichlerzem, który odbudowany został z użyciem oryginalnych materiałów, z epoki. Obecnie jest jednym z budynków Muzeum Archeologicznego w Gdańsku, mieści Centrum Edukacji Archeologicznej „Błękitny Lew”.

## Historia
Spichlerz był budowany od XVI wieku do XVIII wieku, był również wielokrotnie przebudowywany i naprawiany. Najstarsze wewnętrzne elementy drewniane pochodzą z 1360.
Do 1945 funkcjonował jako jeden z kilkuset spichlerzy na Wyspie Spichrzów. Ocalał jako jedyny na wyspie po II wojnie światowej w tak dobrym stanie, zachowując oryginalne wewnętrzne belkowanie i drewnianą konstrukcję stropów. Po wojnie był wykorzystywany jako magazyn oraz przez wiele lat funkcjonował jako pustostan. Budynek ulegał degradacji, m.in. na skutek uderzenia pioruna spłonęła więźba dachowa. Obiekt został przejęty przez Muzeum Archeologiczne w 1995.
W latach 1995–2008 muzeum przeprowadziło prace badawcze i projektowe oraz prace ratownicze i konserwatorskie spichlerza. Wzmocniono fundamenty i zreperowano drewnianą konstrukcję nośną budynku, więźbę dachową i pokrycie dachu, przeprowadzono konserwację ceglanych elewacji zewnętrznych oraz wykonano prace adaptacyjne obiektu do nowej funkcji - Centrum Edukacji Archeologicznej. Wszystkie prace wykonano z użyciem oryginalnego, historycznego budulca. Dzięki tym pracom, 7 kwietnia 2011, Muzeum Archeologiczne w Gdańsku zostało laureatem nagrody Unii Europejskiej, w dziedzinie dziedzictwa kulturowego „Europa Nostra” 2011, w kategorii I - Konserwacja.
W 2016 przeprowadzono wzmocnienie fundamentów spichrza.